# Eva Lermer
Eva Lermer (* 18. März 1981 in Regensburg) ist eine deutsche Psychologin und Soziologin. Sie ist Professorin für Wirtschaftspsychologie und Vizepräsidentin an der Technischen Hochschule Augsburg (THA). Ihre Forschungsschwerpunkte umfassen Organisationspsychologie, Positive Psychologie, Mensch-KI-Interaktion und Entscheidungspsychologie.

## Leben
Eva Lermer absolvierte ein Doppelstudium in Soziologie (Ludwig-Maximilians-Universität München) und Psychologie (Paris-Lodron-Universität Salzburg). Ihre Promotion im Fach Psychologie erfolgte als Stipendiatin der Münchener Rückversicherungsgesellschaft (Munich Re) an der Ludwig-Maximilians-Universität München bei Dieter Frey. Die Dissertation mit dem Titel „The impact of answer format and construal level on risk assessment and behavior“ wurde mit summa cum laude ausgezeichnet.
An der Ludwig-Maximilians-Universität München habilitierte sie sich in Psychologie. Sie erhielt ein Habilitationsstipendium der Bayerischen Gleichstellungsförderung und absolvierte Ausbildungen zum Systemischen Coach sowie zum Business Coach und eine Train-the-Trainer-Ausbildung (Deutsche Psychologen Akademie).
Lermer ist Mitglied der Deutschen Gesellschaft für Psychologie (DGPs), Mensa in Deutschland e. V. (MinD), der Society for Risk Analysis Europe (SRA-E) sowie der International Positive Psychology Association (IPPA).

## Wissenschaftliche Arbeit
In ihrer Forschung widmet sich Lermer insbesondere den Themen Risiko, Entscheidungen, Positive Psychologie und Mensch-KI-Interaktion. Einen zentralen Aspekt ihrer Arbeit bildet die Anwendung der Construal Level Theory unter anderem auf Risikowahrnehmungen und -verhalten. In Studien konnte Lermer zusammen mit Kollegen zeigen, dass ein abstrakter Denkstil im Vergleich zu einem konkreten Denkstil sowohl die Risikobereitschaft als auch die Einschätzungen von Risiken beeinflusst.
Seit dem Jahr 2020 konzentriert sich ihre Forschung auf Mensch-KI-Interaktionen, wie beispielsweise „AI Leadership“ und die Mensch-KI-Interaktion im Gesundheitswesen. Sie leitet das von der Volkswagenstiftung geförderte Projekt „Human-AI-Interaction in Healthcare“, eine internationale und interdisziplinäre Initiative.
Lermer und Kollegen zeigten in ihren Studien, dass eine transparente und nachvollziehbare Darstellung von KI-gestützten Empfehlungen das Vertrauen und die Akzeptanz bei medizinischen Fachkräften erhöht. Dabei wurde festgestellt, dass weniger erfahrene Nutzer besonders von einer klaren Kommunikation profitieren und stärker auf die Art der Darstellung reagieren, während erfahrene Nutzer tendenziell selbstbewusster in ihren Entscheidungen sind. Die Studien, veröffentlicht in npj Digital Medicine und Scientific Reports, betonen, dass eine auf die Erfahrung abgestimmte Präsentation entscheidend dafür ist, KI-Systeme erfolgreich und vertrauensvoll in medizinische Entscheidungsprozesse zu integrieren.
Ihre Lehrtätigkeit deckt die Organisationspsychologie, Positive Psychologie, Sozialpsychologie, Entscheidungspsychologie sowie angewandte und (feld-)experimentelle Forschungsmethoden ab.
Sie hat über 50 peer-reviewte Publikationen veröffentlicht und mehrere Bücher verfasst.
Zu ihren aktuellen Forschungsprojekten (Stand: 2025) zählt das vom Bayerischen Staatsministerium für Wissenschaft und Kunst geförderte „PSY-A-EYE“-Projekt an der Technischen Hochschule Augsburg, das psychologische Faktoren beim Einsatz von KI-gestützten Entscheidungsunterstützungssystemen in der Augenheilkunde untersucht. Zudem ist sie Co-Leiterin des Projekts „Human-AI-Interaction in Health Care“ am Center for Leadership and People Management der Ludwig-Maximilians-Universität München.

## Privates
Eva Lermer ist verheiratet, hat drei Kinder und lebt mit ihrer Familie in München. Ihre Eltern sind der Diplom-Psychologe Stephan Lermer und Eva Lermer, eine deutsch-ungarische Diplom-Psychologin.

## Veröffentlichungen (Auswahl)
- mit Hudecek, M. F. C. (2022). Unsicherheit: Globale Herausforderungen psychologisch verstehen und bewältigen. Ernst Reinhardt Verlag.
- Positive Psychologie. UTB Verlag.
- mit Raue, M., Streicher B., (2019, eds.). Perceived Safety: A Multidisciplinary Perspective. In D. Proske (Series Ed.), Risk Engineering. Springer.
- mit Fischer, P., (2018). Das Unbehagen im Frieden. Claudius Verlag.
- mit Raue, M., & Streicher, B. (2018, Eds.) Psychological Perspectives on Risk and Risk Analysis: Theory, Models and Applications. Springer.